# Ідіотія
Ідіоті́я (від грец. ἰδιωτεία (idioteia) — «невігластво») — найсильніший ступінь розумової відсталості, що характеризується майже повною відсутністю мови і мислення: хворі вимовляють лише нероздільні звуки, як правило, не розуміють сенсу зверненого до них мовлення, емоційні прояви елементарні, обмежені проявом невдоволення або задоволення. Осмислена діяльність, зокрема самообслуговування, їм недоступна, зазвичай хворі неохайні і потребують догляду та нагляду з боку інших. На думку низки психіатрів, терміни «ідіотія», «ідіот» — застарілі та не рекомендуються до вживання, оскільки вони вийшли за суто медичні рамки та стали мати соціальний (негативний) відтінок. Замість них у деяких посібниках пропонується використовувати нейтральний термін з МКБ-10, за якою «ідіотія» відповідає діагнозу «розумова відсталість глибокого ступеня» або «глибока розумова відсталість». Проте в деяких країнах у психіатричній літературі та літературі з олігофренопедагогіки продовжують використовуватися традиційні терміни «дебільність», «імбецильність» й «ідіотія».
У повсякденній мові ідіот — лайлива назва людини, дурень, недоумкувата людина.

## Опис
Хворі, які страждають на ідіотію, насилу можуть ходити. Їм недоступна осмислена діяльність. Мовлення не розвивається. Люди з ідіотією вимовляють лише окремі нерозділені звуки і слова, не розуміють мовлення оточення, не відрізняють родичів від сторонніх. На навколишню ситуацію зазвичай ніяк не реагують, і навіть яскравим світлом або гучним звуком не вдається привернути і/або затримати їхню увагу. З хворими на ідіотію можливі лише рудиментарні форми невербального спілкування. Мислення не розвивається, реакція на навколишнє різко знижена.
Часто ідіотія поєднується з паралічами, епілептиформними нападами, ендокринними порушеннями, відставанням тілесного розвитку, а також різними потворностями та дефектами.
Емоційне життя вичерпується примітивними реакціями задоволення та невдоволення. Хворі на ідіотію не можуть сміятися або плакати, не можуть радіти. В одних переважають спалахи невмотивованого гніву, в інших — млявість і байдужість до всього, що оточує.
Хворі на ідіотію не здатні до самостійного життя: не володіють найпростішими навичками самообслуговування, не можуть одягатися або роздягатися, не можуть самостійно їсти, не відрізняють їстівне від неїстівного, все тягнуть в рот, іноді навіть не пережовують їжу, не відрізняють холодне від гарячого, неохайні, не відчувають занепокоєння від мокрої білизни, потребують постійного догляду і нагляду.
Чутливість всіх видів, включно з больовою, у них знижена. Вони можуть не реагувати на тілесні ушкодження. У деяких хворих спостерігаються епізодичні прояви агресії та автоагресії, наприклад завдання ударів, укусів, подряпин собі або оточенню. Часто можна зустріти розлад потягів, що виявляється в поїданні нечистот або постійному онанізмі.
Рухові реакції примітивні, бідні, слабо координовані. Хворі на ідіотію пізно і насилу вчаться ходити, їхні рухи незграбні, в деяких випадках пересуваються лише плазом. Характерні стереотипії — одноманітні, стереотипні рухи, наприклад переминання з ноги на ногу, рухи з боку в бік нижньою щелепою, розгойдування тулуба назад і вперед, стереотипне кивання головою.
У хворих на ідіотію зустрічається копрофагія (поїдання власних екскрементів). Також характерні мимовільні сечовипускання та дефекація.
Діти з ідіотією, не навчаються і традиційно перебувають (за згодою батьків) у спеціальних установах (дитячих будинках для глибоко розумово відсталих). Зазвичай вони не доживають до 20 років.
У МКБ-10 діагноз глибокої розумової відсталості (F73), що відповідає традиційному терміну «ідіотія», ставиться при IQ нижче 20 і психічному віці нижче 3 років у дорослих. У людей з ідіотією також часто зустрічаються загальні розлади психічного розвитку у найважких формах, особливо атиповий аутизм (F84.11).

### Ідіотія легкого та середнього ступеня тяжкості
При ідіотії легкого та середнього ступеня тяжкості хворі можуть виробляти найпростіші уявлення. Наприклад, вони розуміють, що гострим предметом можна вколотися, не можна опускати руку в окріп і чіпати полум'я. Можуть опанувати елементарні навички самообслуговування. Здатні прив'язуватися до людей, що доглядають за ними, і виявляють радість, коли вони з'являються. Можуть запам'ятовувати окремі слова з повсякденного побуту, але вони зазвичай вимовляються неправильно, характерні такі дефекти, як заміна одних звуків іншими, пропуски складів, гугнявість і шепелявість.

## Терапія
При розумовій відсталості призначають стимулятори нейрональних процесів, зокрема пірацетам, церебролізин, піритинол, гопантенову та гамма-аміномасляну кислоти, а також мегадози вітамінів. При супутніх порушеннях поведінки призначають нейролептичні засоби.